# Siebe Hansma
Siebe Hansma (Surhuizum, 14 januari 1949) is een Nederlandse beeldend kunstenaar.

## Leven en werk
Beeldend kunstenaar Hansma is zowel beeldhouwer, tekenaar, als collagekunstenaar. In zijn werk maakt hij gebruik van geometrische figuren, die elkaar in evenwicht houden. Balans is een belangrijk thema in zijn werk. Hij werd opgeleid aan de Academie Minerva in Groningen. In 1975 kreeg hij de drempelprijs van de Gemeente Groningen. De Cultuurprijs van de Gemeente Groningen werd door hem in 1988 ontworpen. In 2002 stopte hij met zijn werk als beeldend kunstenaar.

## Werk in de openbare ruimte (selectie)
- 1988 - gemeente Groningen
- 1989 - Gewestelijk Arbeidsbureau in Almere
- 1990 - gemeente Veendam en AVEBE, Ministerie van Sociale Zaken en Werkgelegenheid in Den Haag, gemeente Emmen
- 1992 - gemeentehuis in Stadskanaal

## Werk in collecties (selectie)
Werk van Hansma bevindt zich in de collecties van het Groninger Museum, het Museum Boijmans Van Beuningen in Rotterdam, het Museum of Modern Art in New York, het Fries Museum in Leeuwarden, Sainsbury Centre for Visual Arts in Norwich en het Museum Moderner Kunst Landkreis Cuxhaven.